# Єврейсько-каталанський діалект
Єврейсько-каталанський діалект (івр. קטלאנית יהודית; кат. judeocatalà) також каталанік або каталаніт (івр. קאטאלנית; кат. catalànic або qatalanit) — діалект каталонської мови, яким говорили євреї Араґонского королівства (Каталонія, Валенсія та Балеарські острови) до вигнання їх у 1492 році за Альґамбрським едиктом. Мав багато спільного з шаудіт (єврейсько-провансальським діалектом).
Деякі вчені, такі як філолог Джоан Феррер, заперечують існування цього діалекту та стверджують, що насправді євреї Араґонского королівства говорили каталонською мовою.